# Andy Torres
Andy Torres (Guadalajara, México, 1984) es una bloguera, fashionista y presentadora de televisión conocida por su página "The Style Scrapbook" donde luce diferentes atuendos muy a la moda. Actualmente radica en Ámsterdam y comparte una línea de accesorios con Carolina Engman.
Algunas de las marcas con las que ha colaborado Vogue Nippon, Vogue.com, Vogue.fr, Vogue.it, ELLE, Glamour, Nylon, Vogue Girl Korea Grazia, Cosmopolitan, Teen Vogue, Marie Claire, New York Fashion “The Cut”, Fashion TV entre otras.

## Carrera
Desde niña sufrió por conseguir pantalones que le quedaran, ya que debido a su estatura estos le quedaban algo cortos; es por esto que su mamá los hacía para ella y su hermana, fue ahí cuando surgió el gusto por coser, aprendiendo desde los siete años.
Años después ingresó a la carrera de diseño de interiores abandonándola más adelante para ir a cumplir su sueño, París. A los 21, llegó a Ámsterdam Holanda donde vivía su novio; los primeros años fueron difíciles, no lograba conseguir trabajo por no conocer el idioma, la solución a esto, fue el Internet, abriendo un blog cuando las redes sociales apenas comenzaban, tiempo después dando inicio a su Blog Oficial.
.
En 2011 participó en el concurso "It Girl", donde compitió con otras blogueras famosas como Denni Elias (Chicmuse), Lina Söderström, Natalie Suárez, Poppy Disney, Silvia de Bartabac creando looks con ropa de la marca Mango, el público votó, eligiendo a quien mejor lo había hecho; siendo la ganadora del concurso, recibió como premios ser la imagen de la marca para la colección otoño-invierno 2011/2012, compartió créditos con Isabeli Fontana y eligió una ONG para donar dinero.
Fue así como fue tomando personalidad y contactos dentro de la farándula y junto a Chiara Ferragni y Carolina Engman crearon la línea de bolsas y calzado "Werelse" para la Marca Mango.
En 2012 Cosmopolitan le pidió que condujera la serie Click que se grabó en México, Colombia y Argentina, donde cambiará el look de diferentes figuras de la farándula.